# توري ديفيتو
توري جويل ديفيتو (بالإنجليزية: Torrey DeVitto)‏ هي ممثلة أمريكية و عارضة أزياء سابقة .

## النشأة
ولدت في هنتيغتون .أمها ماري و ليبرتي ديفيتو أبوها طان دائما عازف على الطبول ل بيلي جويل . كانت لديها أختان ديفون وماريلي .كطفلة توري قضت الكثير من الوقت تتجول مع والديها سياحيا.

## روابط خارجية
- توري ديفيتو على موقع IMDb (الإنجليزية)
- توري ديفيتو على موقع ألو سيني (الفرنسية)
- توري ديفيتو على موقع أول موفي (الإنجليزية)
- توري ديفيتو على موقع قاعدة بيانات الأفلام السويدية (السويدية)
- توري ديفيتو على موقع قاعدة بيانات الفيلم (الإنجليزية)
- توري ديفيتو على موقع كينوبويسك (الروسية)